# Ісаак Сирин
Ісаак Сирін, Ісаак Ніневійський, Ісаак Сирин (? — бл. 700, Ніневія) — один із великих учителів церкви VII століття, святий, отець католицької і православної церкви, єпископ Ніневії.

## Біографія
Відомим авторитетом, що шанується несторіанами, попри те що є Отцем Церкви (як католицької, так і православної) є прп. Ісаак Ніневійський (відоміший як Ісаак Сирін). Саме Ісаак Сирін наполягав, що Євангельські тексти про пекло слід розуміти не дослівно та не у фізичному значенні. Геєна для нього — це стан, а не матерія, «зовнішня темрява» — це не місце, а «стан без радості від істинного пізнання і контакту з Богом», «плач і скрегіт зубів» означають внутрішнє і духовне страждання. Справжні муки у пеклі — не фізичні, а докори сумління («… таке є геєнське мучіння: воно є розкаяння»), коли людина нарешті усвідомила, що самочинно зреклася любові Бога, і покаяння, яке там прийде, буде важким стражданням (в той час як католики стверджують, що після смерті тіла душа взагалі не здатна покаятися). Ісаак Сирін вірить у «чудесний кінець», бо «співчутливий Творець» не може створювати розумних істот тільки для того, щоб безжально накладати на них нескінченні страждання. Геєна — це лише місце для очишення, яке допомагає здійснити Божий намір, «щоб усі люди спаслися і прийшли до розуміння правди» (1 Тим. 2:4)

## Цитати Ісаака Сиріна
- Прп. Ісаак стверджує, що: «Неосвічена свобода є матір страстей... недоречної цієї свободи кінець - жорстоке рабство.»
- Співпраця з атеїстами, з невіруючими державними достойниками йде врозріз із православною еклезіологією. Церкву не рятують смертні та гріховні — вона установлена Господом, Ним і рятується. Гріховні рятівні дії суперечать євангельській істині. Такий стан преподобний Ісаак Сирін називає «безумством душі».
- Прп. Ісаак зазначає: «Мовчання — це таємниця віку прийдешнього».
- Прп. Ісаак Сирін стверджує, що краще набути убогість серця, ніж навернути усі язичницькі народи. Це не означає, що він зневажає апостольство; він просто має на увазі, що допоки ми не досягнемо певного рівня внутрішнього мовчання, не зможемо навернути нікого ні до чого.
- Великий подвижник благочестя, преподобний Ісаак Сирін вчив, що любов Бога до людини не зменшується навіть тоді, коли не зустрічає взаємності. І прикладом цьому є вже згадувана нами притча про блудного сина. Не зважаючи на те, що син полишивши батька, пішов «на страну далече», батько продовжує його любити і чекати.
- «Щогодинно приносити молитву за безмовних», — повчав ставленню до рослин і тварин святий Ісаак Сирін.

## Твори
- Твори. Зміст і вступ [Архівовано 21 листопада 2016 у Wayback Machine.]
- Апостоли [Архівовано 19 серпня 2017 у Wayback Machine.]
- Гордість [Архівовано 19 серпня 2017 у Wayback Machine.]
- Зцілення душі [Архівовано 19 серпня 2017 у Wayback Machine.]